# Ровине (Јаломица)
Ровине (рум. Rovine) насеље је у Румунији у округу Јаломица у општини Ревига. Oпштина се налази на надморској висини од 46 m.

## Становништво
Према подацима из 2002. године у насељу је живело 1151 становника, од којих су сви румунске националности.